# Aiwowo
Aiwowo (chinesisch 艾窩窩 / 艾窝窝, ugs. auch 愛窩窩 / 爱窝窝,  àiwōwo) ist ein kalter süßer Imbiss aus der Peking-Küche in China. Es handelt sich um Klößchen aus gedämpftem Klebreis mit einer süßen Füllung aus der Küche der Hui-Chinesen.

## Zubereitung
Der Klebreis wird gewaschen und mehrere Stunden zum Quellen in Wasser eingelegt. Der abgetropfte Reis wird längere Zeit abwechselnd in einem Dämpfer und in kochendem Wasser gegart. Nach dem Abkühlen wird der Reis geknetet und in kleine Klößchen aufgeteilt, in die eine Vertiefung für die Füllung gedrückt wird. Eine Alternative ist die Zubereitung aus Hirse.
Für die Füllung können gemahlene oder zerkleinerte Walnusskerne, Sesamkörner, geschälte Melonenkerne, grüne Pflaumen, Weißdorn, chinesische Datteln oder kandierte Duftblüten einzeln oder gemischt, mit kochendem Wasser und Zucker vermengt, verwendet werden. Die Reisklößchen werden anschließend in Zucker, Reismehl oder Kokosraspel gerollt. Schließlich werden die Klößchen mit einem Tropfen rotem Weißdorngelee verziert.

## Geschichte
Gefüllte Klebreisklößchen waren seit der Yuan-Dynastie (1279–1368) am kaiserlichen Hof bekannt und ist ursprünglich ein Imbiss des Hui-Volks. Während der nachfolgenden Ming-Dynastie waren sie ein beliebter Imbiss in den höfischen Familien und werden unter anderem im Werk Jin Ping Mei erwähnt. Nach Aufzeichnungen aus der Chronik Zhuozhongzhi von Liu Ruoyu (劉若愚), einem Eunuchen am Hofe Wanlis, wurden diese in früheren Zeiten Buluojia (不落夹,  bù luòjiā) genannt. Die kugelige Füllung der Klößchen nannte man früher im Chinesischen ursprünglich wowo (窝窝,  wōwo).

“以糯米飯夾芝麻糖為涼糕，丸而餡之稱為窩窩。 / 以糯米饭夹芝麻糖为凉糕，丸而馅之称为窝窝。”

„yǐ nuòmǐfàn jiā zhīmatáng wéi liánggāo, wán ér xiàn zhī chēng wéi wōwō.“

„gekochter Klebreis mit Zuckerguss und Sesam dazwischen bezeichnet man als lianggao (kühlende Reiskuchen); die kugelige Füllung bezeichnet man als wowo.“

Früher wurden Aiwowo in der Zeit zwischen dem Frühlingsfest und dem Ende des Sommers angeboten. Heute werden sie auch industriell hergestellt und sind so das ganze Jahr über verfügbar.

## Legende
Der Legende nach war die ursprüngliche Bezeichnung Wowo. Ein Kaiser soll häufig mit den Worten „Yu Ai Wowo“ (etwa Der Kaiser (ich) mag Wowo) nach ihnen verlangt haben. Als die Klößchen aus Klebreis für die Massen verfügbar wurden, durfte das gewöhnliche Volk das dem Kaiser vorbehaltene Pronomen „Yu“ (御 ‚Ich‘) nicht verwenden. Es wurde weggelassen und Aiwowo somit zur gebräuchlichen Bezeichnung.